# Chamusca
Chamusca [ʃɐˈmuʃkɐ] ist eine Kleinstadt (Vila) in Portugal.
Am 29. September 2013 wurden die Gemeinden Chamusca und Pinheiro Grande zur neuen Gemeinde União das Freguesias da Chamusca e Pinheiro Grande zusammengeschlossen. Chamusca ist Sitz dieser neu gebildeten Gemeinde.

## Geschichte
Hier bestand bereits eine kleine Ortschaft, als König D.Afonso V. das Gebiet 1449 an den Vater des Rui Gomes da Silva gab, der ein Jugendfreund des späteren spanisch-portugiesischen Königs Philipp II war. Chamusca gehörte zum Kreis Santarém, bis es im Jahr 1561 Sitz eines eigenen Kreises und zur Kleinstadt (Vila) erhoben wurde.

## Verwaltung

### Kreis
Chamusca ist Verwaltungssitz eines gleichnamigen Kreises (Concelho) im Distrikt Santarém. Am 30. Juni 2011 hatte der Kreis 3369 Einwohner auf einer Fläche von 746,0 km².
Die Nachbarkreise sind (im Uhrzeigersinn im Norden beginnend): Vila Nova da Barquinha, Constância, Abrantes, Ponte de Sor, Coruche, Almeirim, Alpiarça, Santarém sowie Golegã.
Mit der Gebietsreform im September 2013 wurden mehrere Gemeinden zu neuen Gemeinden zusammengefasst, sodass sich die Zahl der Gemeinden von zuvor sieben auf fünf verringerte.
Die folgenden Gemeinden (Freguesias) liegen im Kreis Chamusca:

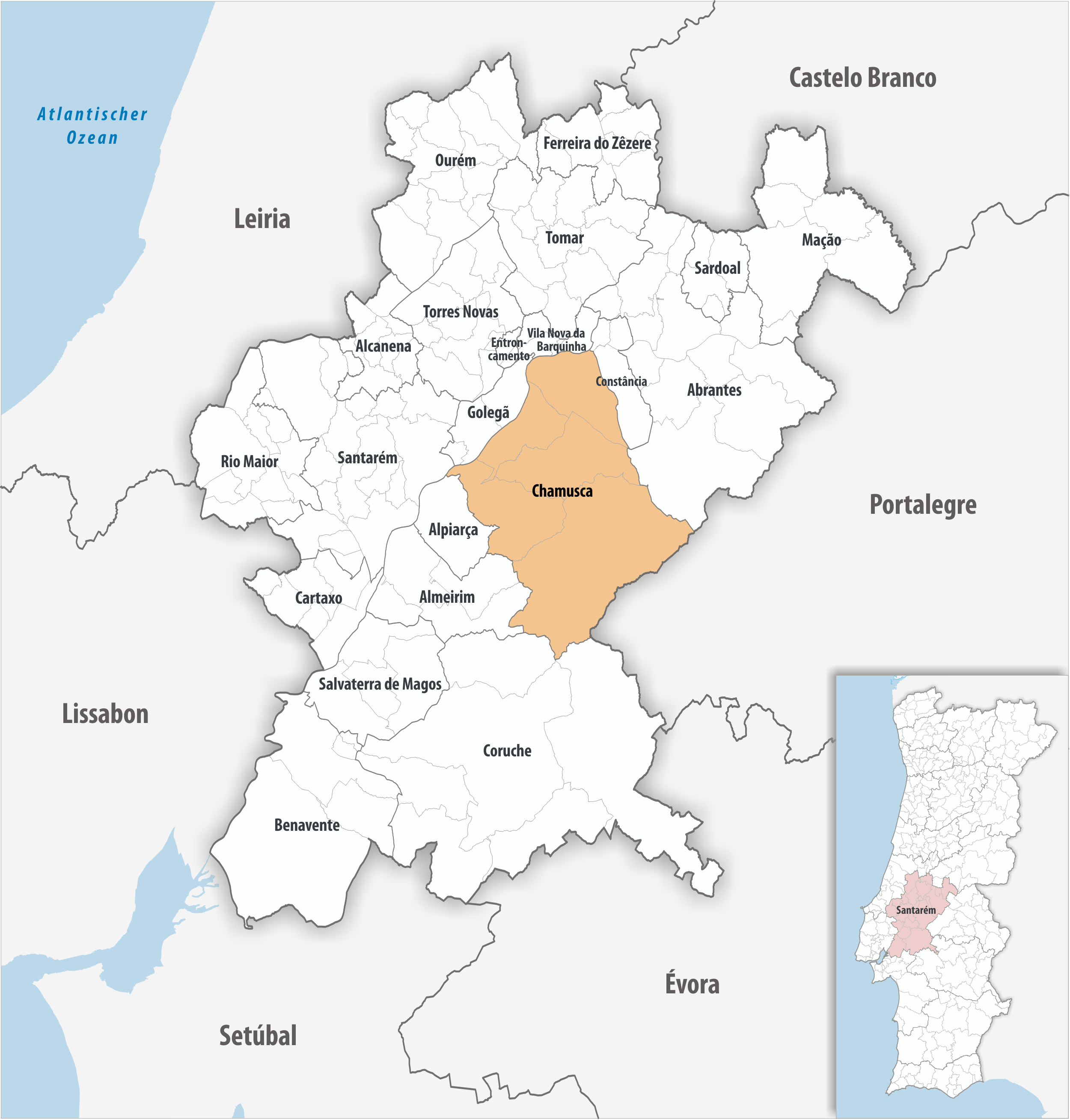
Kreis Chamusca

| Gemeinde                   | Einwohner (2021) | Fläche km² | Dichte Einw./km² | LAU- Code |
| -------------------------- | ---------------- | ---------- | ---------------- | --------- |
| Carregueira                | 1.740            | 98,64      | 18               | 140707    |
| Chamusca e Pinheiro Grande | 3.714            | 67,10      | 55               | 140708    |
| Parreira e Chouto          | 1.262            | 338,41     | 4                | 140709    |
| Ulme                       | 1.000            | 121,80     | 8                | 140704    |
| Vale de Cavalos            | 814              | 120,05     | 7                | 140705    |
| Kreis Chamusca             | 8.530            | 746,00     | 11               | 1407      |

### Bevölkerungsentwicklung
| Einwohnerzahl im Kreis Chamusca (1801–2011) | Einwohnerzahl im Kreis Chamusca (1801–2011) | Einwohnerzahl im Kreis Chamusca (1801–2011) | Einwohnerzahl im Kreis Chamusca (1801–2011) | Einwohnerzahl im Kreis Chamusca (1801–2011) | Einwohnerzahl im Kreis Chamusca (1801–2011) | Einwohnerzahl im Kreis Chamusca (1801–2011) | Einwohnerzahl im Kreis Chamusca (1801–2011) | Einwohnerzahl im Kreis Chamusca (1801–2011) | Einwohnerzahl im Kreis Chamusca (1801–2011) |
| ------------------------------------------- | ------------------------------------------- | ------------------------------------------- | ------------------------------------------- | ------------------------------------------- | ------------------------------------------- | ------------------------------------------- | ------------------------------------------- | ------------------------------------------- | ------------------------------------------- |
| 1801                                        | 1849                                        | 1900                                        | 1930                                        | 1960                                        | 1981                                        | 1991                                        | 2001                                        | 2004                                        | 2011                                        |
| 2725                                        | 4313                                        | 10.418                                      | 12.925                                      | 15.871                                      | 13.135                                      | 12.282                                      | 11.492                                      | 11.313                                      | 10.120                                      |

### Kommunaler Feiertag
- Christi Himmelfahrt

## Söhne und Töchter der Stadt
- Rui Gomes da Silva (1516–1573), spanischer Adliger, Jugendvertrauter des Königs Philipp II.
- José Egídio Gordilho de Barbuda (1787–1830), Militär und Politiker in Brasilien
- João Nepomuceno de Macedo, Baron von São Cosme (1793–1837), Militär
- Francisco Maria do Prado Lacerda (1827–1892), Bischof von Angra auf den Azoren
- João Joaquim Isidro dos Reis (1849–1924), Jurist und Politiker
- José Belard da Fonseca (1889–1969), Bauingenieur
- Carlos Amaro (1879–1946), Lyriker, Dramaturg und republikanischer Politiker
- Álvaro Amaral Netto (1903–1971), Schriftsteller, Journalist und Historiker
- Manuel Ferreira Lima (1939–2001), Manager und Politiker, 1978 Transport- und Kommunikationsminister
- José Cid (* 1942), Rock-/Popmusiker, Sänger